# 超导磁铁
超导磁体是一种电磁铁，它由超导导线构成，能产生令人生畏的巨大磁场。由于超导导线没有电阻，因此维持磁场并不会消耗能量。超导磁体被用于核磁共振成像、质谱仪以及粒子加速器。 

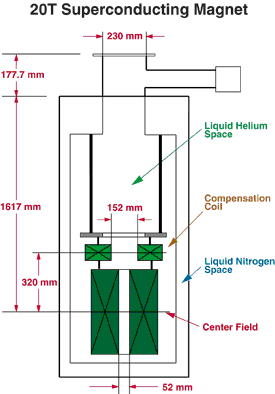
Schematic of a 20 tesla superconducting magnet with vertical bore

## 结构

### 材料
超导磁体产生的磁场不能达到无限大，因为超导材料有临界电流，其通过的电流是有限的，如果超过这一限度，材料便会失去超导效应。这是因为电流会在超导材料中产生磁场。如果电流产生的磁场超过超导临界磁场时，超导体即转变为普通导体。另外，如果有外磁场存在，超导材料的则临界电流也会降低。临界电流的大小与温度，材料属性等有关。临界电流最大的超导材料是铌钛合金。

### 线圈
超导磁体的线圈由II型超导体构成。 

## 运行

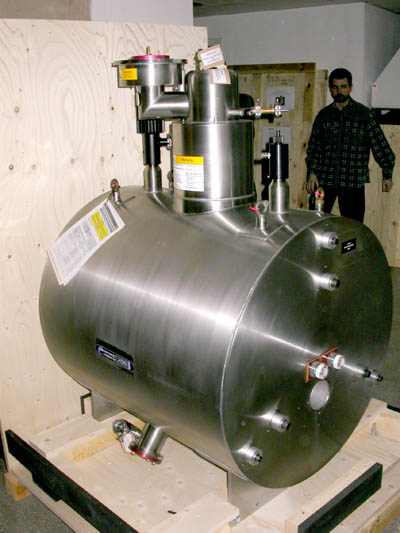
7 T horizontal bore superconducting magnet, part of a mass spectrometer. The magnet itself is inside the cylindrical cryostat.

### 通电模式
用于产生磁场的电流很大，但电压很低，而且必须是直流电，这样才能确保电流在线圈中的无损耗流动。电流的变化应该受到严格控制，避免超过临界电流。一般来说，使一个实验室级别的超导线圈达到工作状态需要几分钟时间。

### 连续模式
另一种维持超导磁场的方式并不需要一直通电。当电流达到额定数值后，可以用一块超导体将线圈短路，这样电流便得以持续流动。这块超导体被称作“开关”，但是事实上这块超导体一直连接在线圈上。充电时，开关是常导体，电阻不为0，本身被电阻为0的超导线圈短路，因此电流不通过它。当充电完成，“开关”就被冷却至超导状态，与线圈一起形成闭合回路，这时，就可以产生不需要供电的超导磁场。但这个磁场并非永久的，依然会有损耗，但可维持数月。
除了以上的方法，还可以使用外部电磁铁使已经闭合的超导线圈产生感应电流来达到相同目的。

### 磁鐵失超
磁體失超（quench）指的是，由於超導磁鐵局部過熱，失去超導性質。假若發生磁體失超，電阻可能會重新出現，因此引起焦耳加熱（Joule heating），熱能快速蔓延至整個磁鐵，使得磁鐵周圍的冷卻劑開始沸騰。